# Nikita Bedrin
Nikita Vyacheslavovich Bedrin (em russo:  Никита Вячеславович Бедрин; Belgorod, 6 de janeiro de 2006) é um automobilista russo que atualmente compete sob uma licença italiana, e que disputará o Campeonato de Fórmula Regional Europeia com a Saintéloc Racing. Fez sua estreia na categoria em 2023 pela Monolite Racing, tendo passagens pelas equipes Van Amersfoort Racing e MP Motorsport. Recentemente, competiu no Campeonato de Fórmula 3 da FIA com a equipe AIX Racing, tendo feito sua estreia pela categoria em 2023 com a equipe Jenzer Motorsport.

## Carreira

### Kart
Tendo iniciado sua carreira no kart em sua terra natal, Bedrin venceu o Campeonato Russo de Kart duas vezes antes de se mudar para a Itália aos dez anos, para ingressar nos campeonatos europeus. Seus maiores resultados foram os títulos do Campeonato Italiano em 2019 e da WSK Super Master Series em seu último ano de kart, 2020. Bedrin também foi quarto colocado no Campeonato Europeu daquele mesmo ano.

### Fórmula 4

#### F4 Emiradense
Bedrin migrou para os monopostos em 2021, se juntando à Xcel Motorsport para disputar o Campeonato dos Emirados Árabes Unidos de Fórmula 4. Ele conquistou seu primeiro pódio na segunda etapa, terminando em terceiro na terceira corrida, mas sofreu uma lesão na mão na etapa seguinte, o que encerraria prematuramente sua participação na categoria. Ao todo, Bedrin acumulou 71 pontos, finalizando a temporada na 11ª colocação.
Em 2022, retornou à F4 Emiradense, correndo pela PHM Racing ao lado de Taylor Barnard e Jonas Ried. O russo venceu duas vezes, em Dubai e em Abu Dhabi, se classificando em quarto lugar.
Voltou à categoria em 2024, novamente com a PHM AIX Racing. Bedrin pontuou em todas as corridas das três rodadas que disputou, vencendo três e conquistando mais um terceiro lugar. Fechou a temporada em quinto, com 124 pontos.

#### F4 Italiana

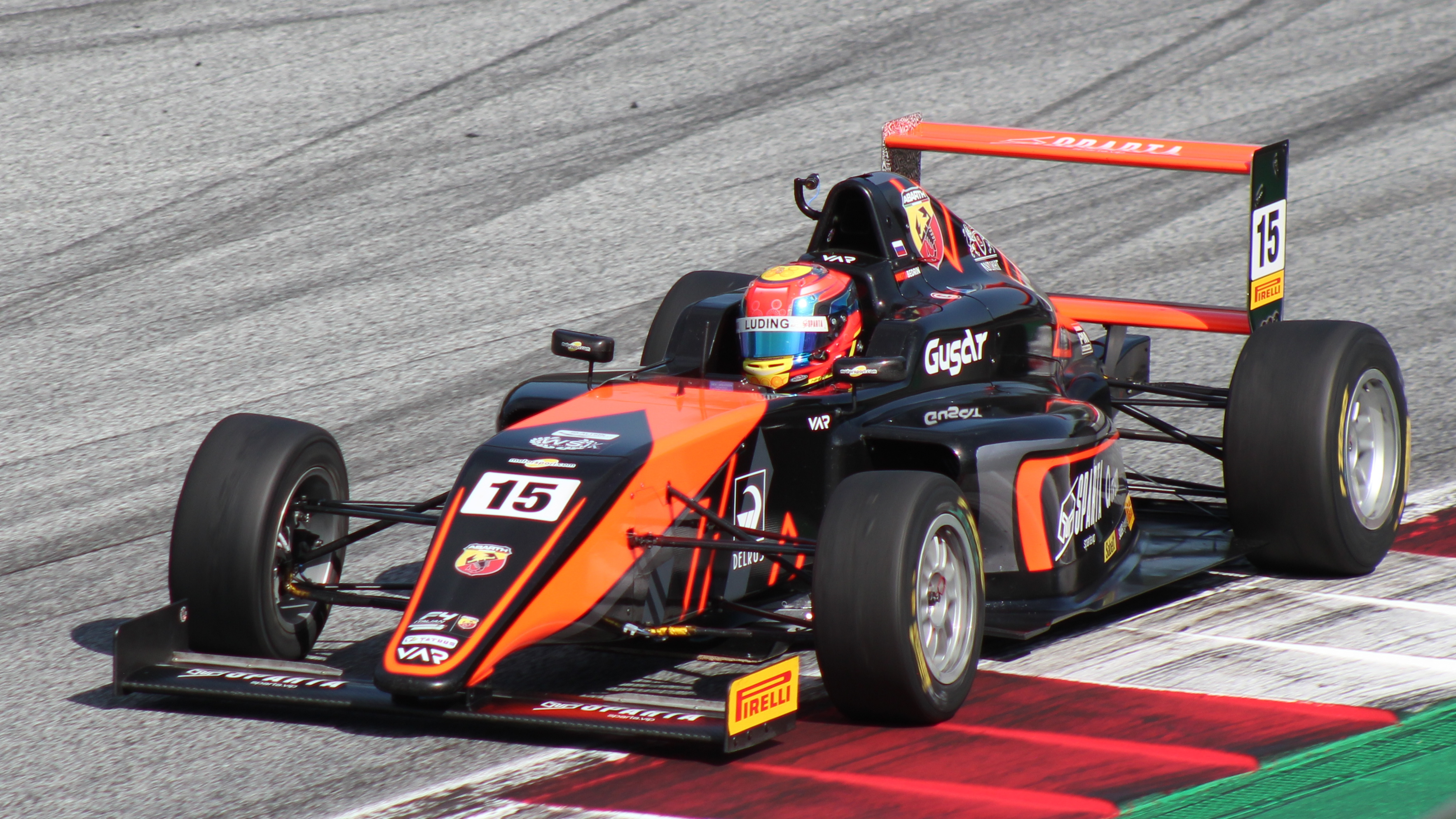
Bedrin na etapa do Red Bull Ring da F4 Italiana de 2021

Bedrin disputou o Campeonato Italiano de Fórmula 4 em 2021 pela Van Amersfoort Racing, ao lado de Oliver Bearman, Joshua Dufek, Bence Válint e Han Cenyu. O russo pontuou em 9 das 21 corridas do ano, com o destaque da temporada sendo um triplo de pódios no Circuito de Ímola, onde Bedrin conquistou a vitória na Corrida 3 após a desclassificação de Bearman devido a uma infração técnica. Um novo pódio com o terceiro lugar em Mugello colocou Bedrin em oitavo na classificação geral, sendo o melhor novato da temporada ao somar seis vitórias na respectiva classe e 240 pontos, superando o dinamarquês Conrad Laursen por apenas um ponto.
Retornou em 2022 pela PHM, onde só conquistou dois pódios. Apesar de ter pontuado em doze das vinte corridas da temporada, Bedrin teve resultados inferiores, sendo o décimo segundo, com 77 pontos.

#### F4 Alemã

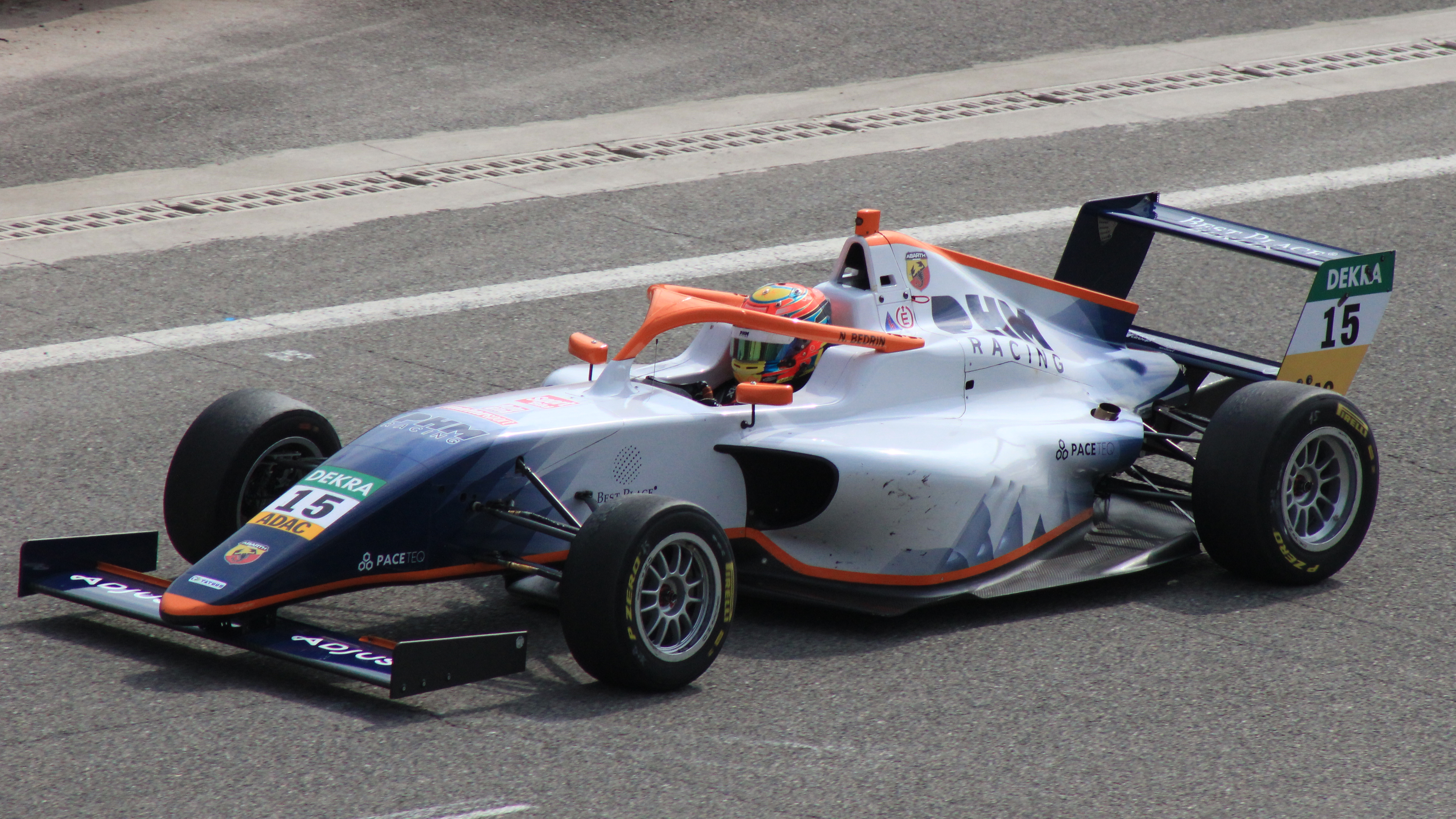
Bedrin na etapa de Spa-Francorchamps da ADAC F4 de 2022

Bedrin disputou a ADAC Fórmula 4 em 2021, repetindo a parceria que fez com a Van Amersfoort na F4 Italiana. O russo começou a temporada com dois pódios nas duas primeiras rodadas, antes de conquistar sua primeira vitória na temporada em Hockenheim, e a segunda na corrida final da temporada em Nürburgring. Bedrin pontuou em 15 das 18 provas, sendo o quinto colocado na classificação geral. No campeonato de novatos, Bedrin foi o melhor estreante ao somar onze vitórias e 362 pontos, com mais de cem de vantagem sobre o suíço Michael Sauter.
Em 2022, competiu com a PHM, vencendo apenas na corrida chuvosa de Lausitzring e fazendo mais outros cinco pódios, sendo o quarto colocado com 175 pontos.

### Fórmula Regional

#### FRMEC
No início de 2023, foi anunciado que Bedrin iria competir no Campeonato de Fórmula Regional do Oriente Médio de 2023 com a equipe PHM Racing. Venceu duas provas em Dubai e Abu Dhabi, finalizando a temporada em sétimo, com 78 pontos.
Em 2025, voltou à FRMEC, representando a Saintéloc Racing nas duas rodadas finais do campeonato. Conquistou quatro pódios, incluindo uma vitória em Lusail, e fechou o ano em décimo primeiro, com 92 pontos.

#### FRECA

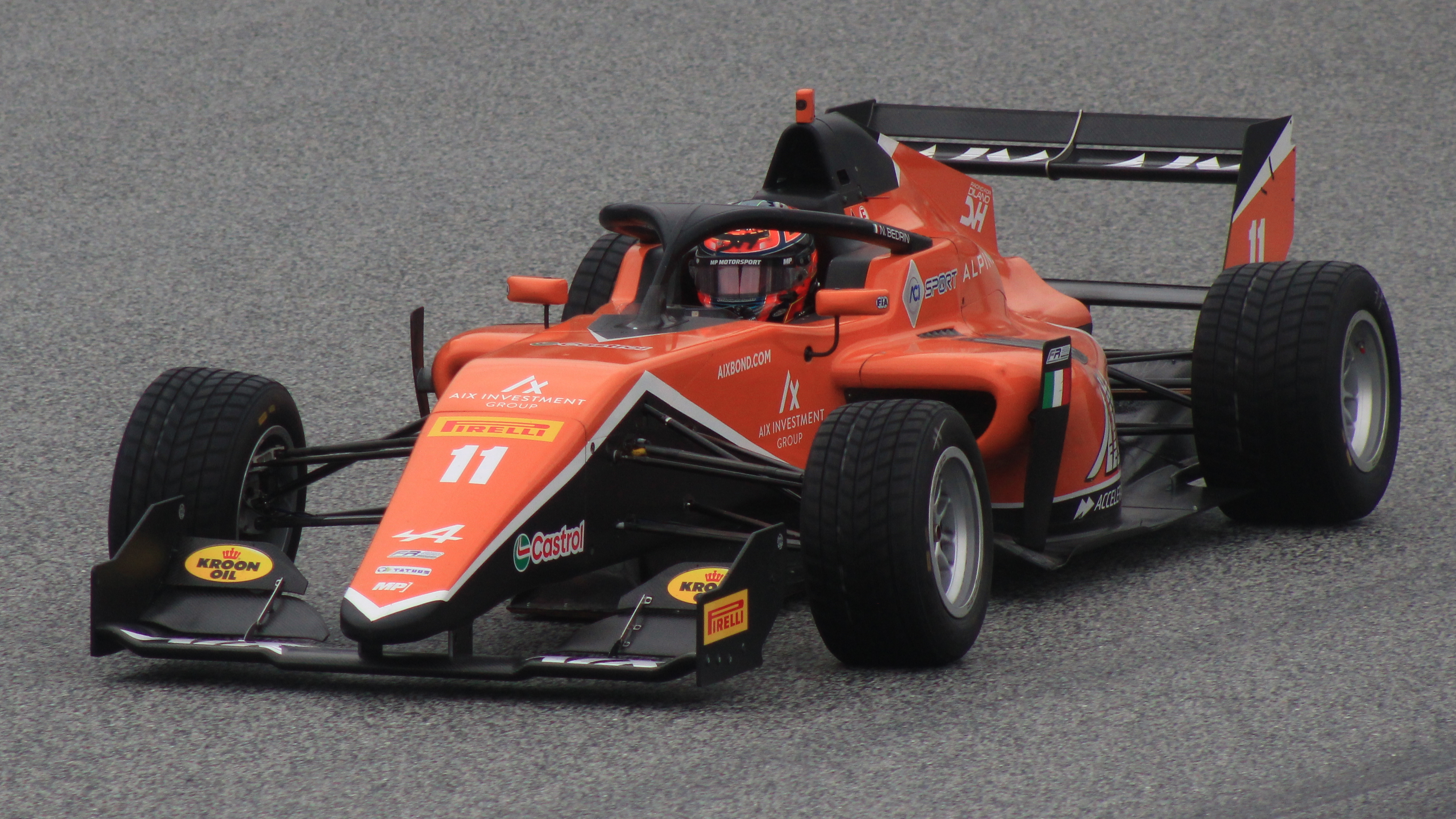
Bedrin na etapa de Spielberg da Fórmula Regional Europeia de 2024

Bedrin fez sua estreia pela Fórmula Regional Europeia em 2023, ao competir na rodada dupla de Zandvoort com a Monolite Racing, depois participando da rodada de Hockenheimring com a Van Amersfoort Racing. Seu melhor resultado foi com a VAR, ao ser terceiro colocado na corrida 1 da etapa alemã, mas seus resultados não foram considerados por Bedrin ser piloto convidado.
Em 2024, Bedrin participou de rodadas selecionadas da FRECA com a MP Motorsport. Pontuou em sete das dezesseis corridas que disputou, com seu melhor resultado sendo um par de sextos lugares obtidos na corrida 1 em Hockenheimring e na corrida 2 de Monza. Encerrou a temporada em 16º, com 33 pontos.
Bedrin foi contratado pela Saintéloc Racing para disputar a temporada 2025 da FRECA.

### Fórmula 3

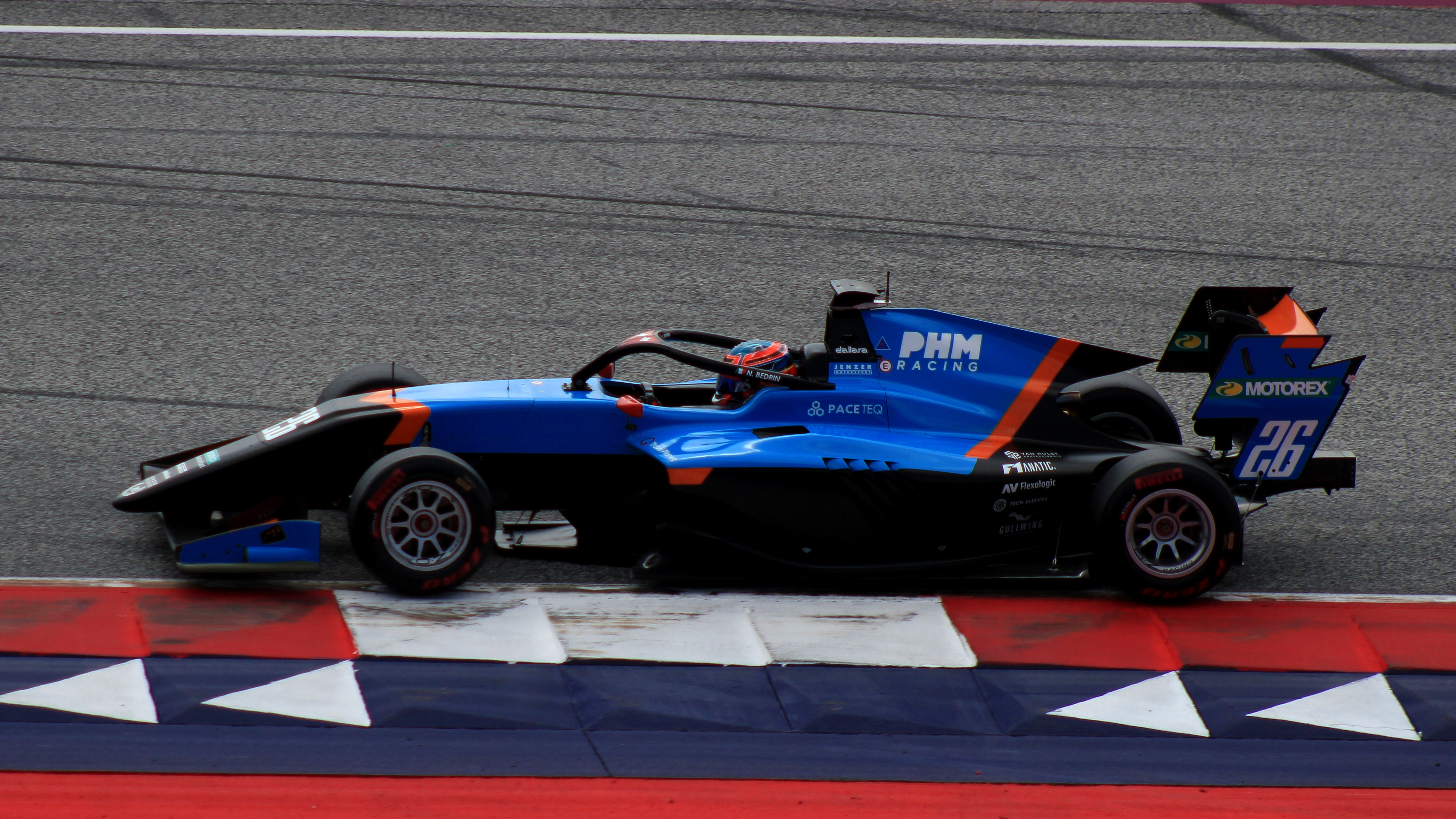
Bedrin pilotando a Jenzer no Red Bull Ring em 2023

#### Jenzer
Em setembro de 2022, Bedrin participou do teste de pós-temporada do Campeonato de Fórmula 3 da FIA com a equipe Jenzer Motorsport, juntamente com seu companheiro de equipe da PHM, Taylor Barnard e o piloto da Eurofórmula Open, Alex García. Posteriormente, ele seria contratado pela Jenzer para a disputa da temporada de 2023. Mas Bedrin teve que competir sob licença italiana desde 2022, porque a FIA proibiu os pilotos de competir sob a licença da Rússia após a invasão russa da Ucrânia.
Pela Jenzer, Bedrin pontuou em apenas três etapas, mas duas delas foram pódios: terceiros lugares obtidos na sprint de Hungaroring e na corrida longa de Spa-Francorchamps. Com isso, Bedrin se classificou em 18º, com 24 pontos. Ficou duas posições acima de García, que somou a metade de sua pontuação, mas foi superado por Barnard, que ficou oito posições acima do russo e fez o triplo de sua pontuação.

#### AIX

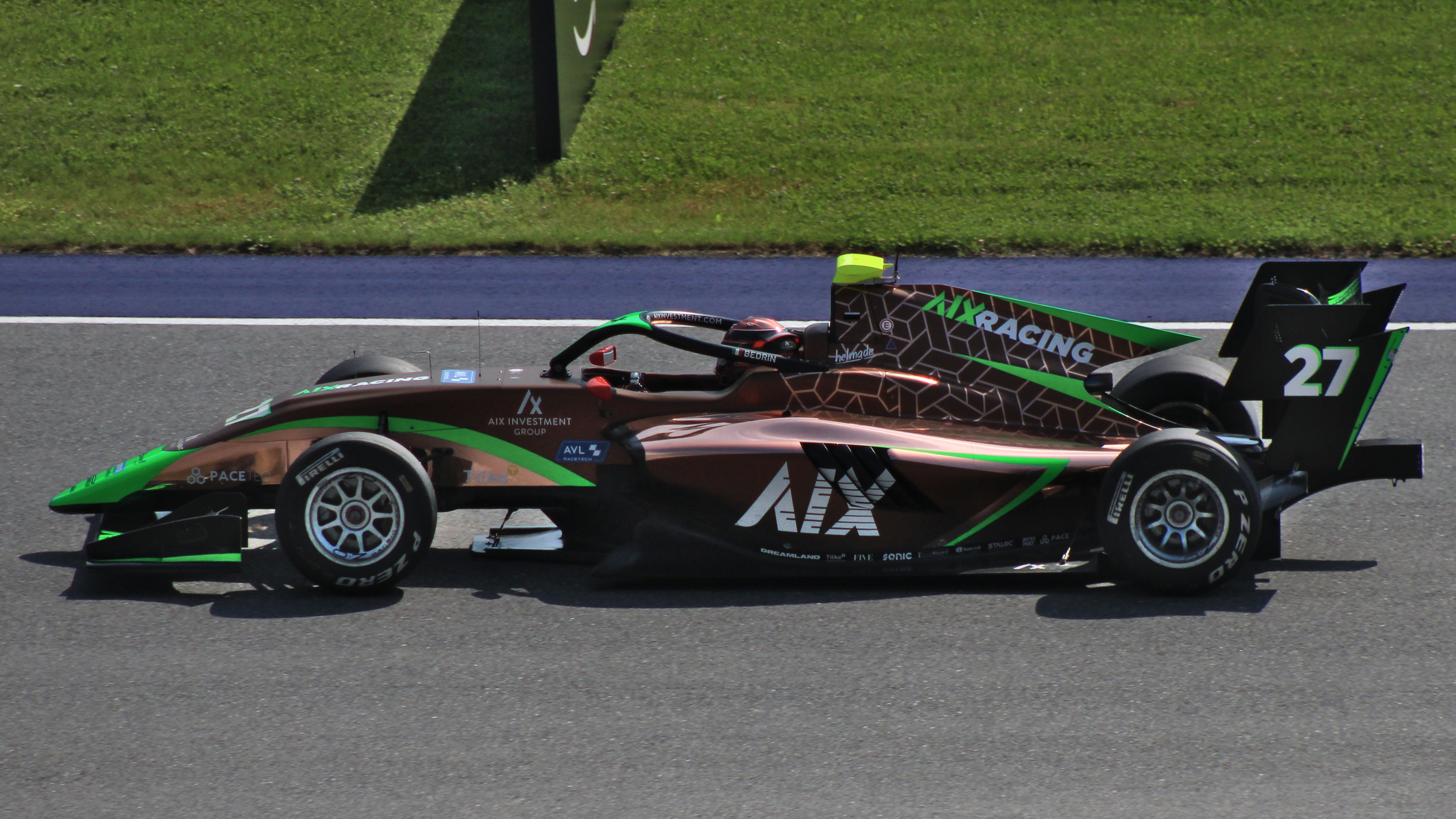
Bedrin guiando a AIX na etapa austríaca da F3 de 2024

Apesar da incerteza se permaneceria no grid em 2024, Bedrin retornaria à PHM AIX Racing para sua segunda temporada na Fórmula 3, fazendo parceria com Tasanapol Inthraphuvasak e Joshua Dufek. Bedrin pontuou em cinco das vinte provas que disputou, mas se destacou ao obter sua primeira vitória na F3 na corrida sprint de Hungaroring, com Inthraphuvasak completando a dobradinha da AIX. Embora tenha feito 25 pontos, um a mais do que a temporada anterior, Bedrin se classificou uma posição abaixo, sendo o 19º colocado. Mesmo assim, ele foi amplamente superior a Inthraphuvasak e a Dufek, que foram, respectivamente, 24º e 28º colocados.
Em meio à incerteza sobre seu futuro pelo segundo ano consecutivo, a AIX Racing contratou Bedrin para competir na corrida de abertura da temporada de 2025 em Melbourne, ao lado dos companheiros de equipe Javier Sagrera e Nicola Marinangeli. O russo foi sexto colocado na corrida curta e quarto colocado na corrida longa, bem à frente de seus companheiros de equipe, que não pontuaram, o que deixou o russo momentaneamente na quarta posição no campeonato de pilotos. Como ele não retornaria para a prova no Barém, sua vaga foi ocupada pelo britânico Freddie Slater.

## Resultados

### Resumo da carreira
| Temporada | Categoria                         | Equipe                | Corridas | Vitórias | Poles | V.M.R. | Pódios | Pontos | Posição |
| --------- | --------------------------------- | --------------------- | -------- | -------- | ----- | ------ | ------ | ------ | ------- |
| 2021      | Fórmula 4 dos Emirados Árabes     | Xcel Motorsport       | 9        | 0        | 0     | 0      | 1      | 71     | 11º     |
| 2021      | Fórmula 4 Italiana                | Van Amersfoort Racing | 21       | 1        | 0     | 0      | 4      | 103    | 8º      |
| 2021      | ADAC Fórmula 4                    | Van Amersfoort Racing | 18       | 1        | 0     | 0      | 5      | 147    | 5º      |
| 2022      | Fórmula 4 dos Emirados Árabes     | PHM Racing            | 19       | 2        | 1     | 1      | 6      | 198    | 4º      |
| 2022      | Fórmula 4 Italiana                | PHM Racing            | 20       | 0        | 0     | 0      | 2      | 77     | 12º     |
| 2022      | ADAC Fórmula 4                    | PHM Racing            | 18       | 1        | 0     | 1      | 6      | 175    | 4º      |
| 2023      | Fórmula Regional do Oriente Médio | PHM Racing            | 15       | 2        | 2     | 0      | 2      | 78     | 8º      |
| 2023      | Fórmula 3                         | Jenzer Motorsport     | 18       | 0        | 0     | 0      | 2      | 24     | 18º     |
| 2023      | Fórmula Regional Europeia         | Monolite Racing       | 2        | 0        | 0     | 0      | 0      | 0      | NC†     |
| 2023      | Fórmula Regional Europeia         | Van Amersfoort Racing | 2        | 0        | 0     | 0      | 1      | 0      | NC†     |
| 2024      | Fórmula 4 dos Emirados Árabes     | PHM AIX Racing        | 9        | 3        | 2     | 0      | 4      | 124    | 5º      |
| 2024      | Fórmula 3                         | AIX Racing            | 20       | 1        | 0     | 1      | 1      | 25     | 19º     |
| 2024      | Fórmula Regional Europeia         | MP Motorsport         | 14       | 0        | 0     | 0      | 0      | 33     | 16º     |
| 2024      | Eurocup-3                         | Drivex                | 2        | 0        | 0     | 0      | 1      | 0      | NC†     |
| 2025      | Fórmula Regional do Oriente Médio | Saintéloc Racing      | 6        | 1        | 0     | 2      | 4      | 92     | 11º     |
| 2025      | Fórmula Regional Europeia         | Saintéloc Racing      | 0        | 0        | 0     | 0      | 0      | 0      | TBD     |
| 2025      | Fórmula 3                         | AIX Racing            | 2        | 0        | 0     | 0      | 0      | 17*    | 9º*     |

† Bedrin era piloto convidado, portanto, inelegível para pontuar.

(*) Temporada em andamento.